# Unione Sportiva Aosta Calcio 1992-1993
Questa voce raccoglie le informazioni riguardanti l'Unione Sportiva Aosta Calcio nelle competizioni ufficiali della stagione 1992-1993.

## Organigramma societario
Area direttiva
- Presidente: vacante
- Amm. Delegato: Rag. Romano Bo
- Segretario Generale: Gian Piero Simonelli

Area tecnica
- Direttore sportivo: Sergio Borgo
- Allenatore: Lorenzo Barlassina

## Rosa
| N. |                   | Ruolo | Calciatore       |
| -- | ----------------- | ----- | ---------------- |
|    | Italia (bandiera) | A     | Giuseppe Alfano  |
|    | Italia (bandiera) | D     | Fabio Baldi      |
|    | Italia (bandiera) | C     | Antonino Barone  |
|    | Italia (bandiera) | A     | Davide Belletti  |
|    | Italia (bandiera) | D     | Mario Benzi      |
|    | Italia (bandiera) | P     | Orazio Buda      |
|    | Italia (bandiera) | C     | Enrico Colnaghi  |
|    | Italia (bandiera) | C     | Mauro De Angelis |
|    | Italia (bandiera) | C     | Ivan Ferretti    |
|    | Italia (bandiera) | C     | Antonino Gambino |

| N. |                   | Ruolo | Calciatore          |
| -- | ----------------- | ----- | ------------------- |
|    | Italia (bandiera) | C     | Stefano Gatti       |
|    | Italia (bandiera) | A     | Marco Girelli       |
|    | Italia (bandiera) | C     | Cisco Guida         |
|    | Italia (bandiera) | D     | Luca Lessio         |
|    | Italia (bandiera) | D     | Oliviero Mascheroni |
|    | Italia (bandiera) | C     | Massimo Montanari   |
|    | Italia (bandiera) | D     | Emanuele Panizza    |
|    | Italia (bandiera) | A     | Giacomo Sapienza    |
|    | Italia (bandiera) | D     | Danilo Tedoldi      |